# Список высших учебных заведений Томской области
В список высших учебных заведений Томской области включены образовательные учреждения высшего и высшего профессионального образования, находящиеся на территории Томской области и имеющие действующую лицензию на образовательную деятельность. Список вузов приведён в соответствии с данными сводного реестра лицензий, в список филиалов включены организации, участвовавшие в мониторинге Министерства образования и науки Российской Федерации 2017 года. По состоянию на 18 июля 2017 года в Томской области действующую лицензию имели 9 вузов и 4 филиала.
Филиалы вузов, головные организации которых находятся в иных субъектах федерации, сгруппированы в отдельном списке. Порядок следования элементов списка — алфавитный.

## Список высших образовательных учреждений
| Название                                                                 | Категория         | Статус      | Год основания | Месторасположение | Число студентов |
| ------------------------------------------------------------------------ | ----------------- | ----------- | ------------- | ----------------- | --------------- |
| Сибирский государственный медицинский университет                        | государственный   | университет | 1888          | Томск             | 5079            |
| Томский государственный архитектурно-строительный университет            | государственный   | университет | 1952          | Томск             | 5997            |
| Томский государственный педагогический университет                       | государственный   | университет | 1902          | Томск             | 6750            |
| Томский государственный университет                                      | государственный   | университет | 1878          | Томск             | 13647           |
| Томский государственный университет систем управления и радиоэлектроники | государственный   | университет | 1962          | Томск             | 10559           |
| Томская духовная семинария                                               | негосударственный | семинария   | 1858          | Томск             |                 |
| Томский заочный финансово-юридический институт                           | негосударственный | институт    |               | Томск             |                 |
| Томский институт бизнеса                                                 | негосударственный | институт    | 2000          | Томск             | 1275            |
| Томский политехнический университет                                      | государственный   | университет | 1896          | Томск             | 14098           |

## Список филиалов высших образовательных учреждений
| Название                                                                                                  | Категория       | Статус      | Год основания | Месторасположение | Месторасположение головной организации | Число студентов |
| --- | --------------- | ----------- | ------------- | ----------------- | -------------------------------------- | --------------- |
| Западно-Сибирский филиал Российского государственного университета правосудия                             | государственный | университет | 2001          | Томск             | Москва                                 | 641             |
| Северский технологический институт (филиал Национального исследовательского ядерного университета «МИФИ») | государственный | институт    | 1942          | Северск           | Москва                                 | 652             |
| Томский сельскохозяйственный институт (филиал Новосибирского государственного аграрного университета)     | государственный | институт    | 1996          | Томск             | Новосибирск                            | 1307            |
| Томский филиал Российской академии народного хозяйства и государственной службы                           | государственный | академия    | 1998          | Томск             | Москва                                 | 117             |